# Herbert Engineering

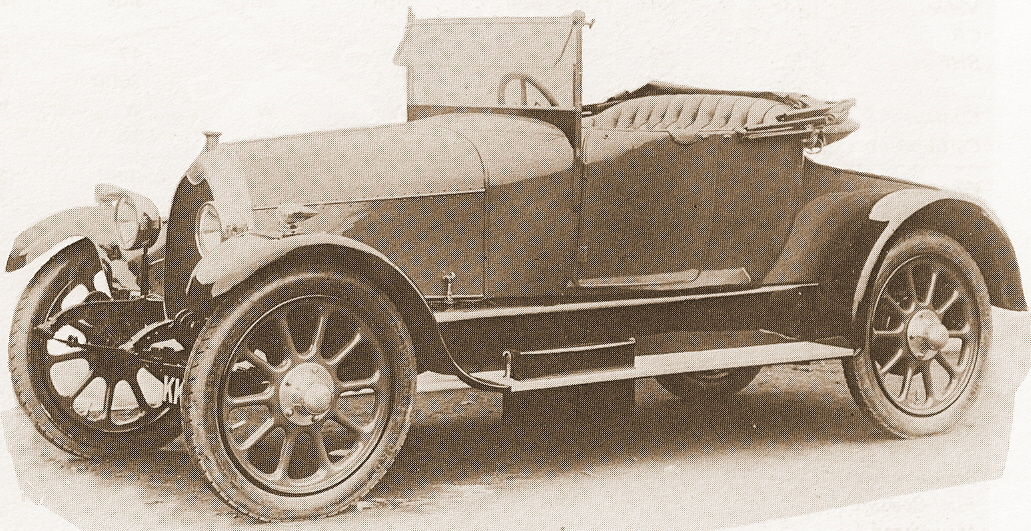
HE 14/20 hp (1921)

Die Herbert Engineering Co. Ltd. war ein britisches Unternehmen aus Caversham bei Reading (Berkshire).

## Beschreibung
Herbert Merton gründete das Unternehmen in den 1910er Jahren. Während des Ersten Weltkriegs wurden defekte Flugmotoren repariert.
1919 begann die Automobilproduktion. Gebaut wurden zuverlässige Sportwagen unter der Bezeichnung HE, die bis 1929 mit seitengesteuerten Vierzylindermotoren ausgestattet waren. 1928 erschien das erste Sechszylindermodell. Die Wagen erinnerten in Anmutung, Ausführung und Preis an die zeitgenössischen 3-Liter-Bentley-Modelle.
1931 waren die Verkaufszahlen so weit gesunken, dass eine wirtschaftliche Fertigung nicht mehr möglich war.

## Modelle
| Modell   | Bauzeitraum | Zylinder | Hubraum  | Leistung         | bei Drehzahl | Radstand     |
| -------- | ----------- | -------- | -------- | ---------------- | ------------ | ------------ |
| 11,9 hp  | 1919–1920   | 4 Reihe  | 1795 cm³ | 26 bhp (19 kW)   | 2650 min−1   |              |
| 14/20 hp | 1920–1921   | 4 Reihe  | 2120 cm³ | 35 bhp (26 kW)   |              | 2896 mm      |
| 14/40 hp | 1922        | 4 Reihe  | 2120 cm³ | 40 bhp (29 kW)   | 2900 min−1   | 2896 mm      |
| 13/30 hp | 1923        | 4 Reihe  | 1982 cm³ |                  |              | 2896 mm      |
| 14/50 hp | 1924–1929   | 4 Reihe  | 2120 cm³ | 47 bhp (34,5 kW) | 3000 min−1   | 2896 mm      |
| 13/38 hp | 1925        | 4 Reihe  | 1982 cm³ |                  |              | 2971 mm      |
| 16/55 hp | 1928–1929   | 6 Reihe  | 2290 cm³ | 55 bhp (40 kW)   | 3800 min−1   | 3200 mm      |
| 16/60 hp | 1928–1930   | 6 Reihe  | 2290 cm³ | 60 bhp (44 kW)   | 3800 min−1   | 2896–3200 mm |
| 12/35 hp | 1928        | 6 Reihe  | 1419 cm³ | 38 bhp (28 kW)   | 3000 min−1   | 2946 mm      |
| 12/55 hp | 1931        | 6 Reihe  | 1622 cm³ |                  |              | 2946 mm      |

Das Auktionshaus Brightwells bot am 13. Mai 2015 einen HE 16/60 Short Chassis Sport Tourer aus dem Jahre 1929 mit dem britischen Kennzeichen RM 6487 an und erwartete einen Preis von 90.000 Pfund. Bei einem Höchstgebot von 76.700 Euro wurde das Fahrzeug nicht verkauft.